# 加爾都西會
加爾都西會（拉丁語：Ordo Cartusiensis），又名嘉都西會、沙特勒斯修會，天主教称嘉尔笃会、嘉都仙会、加多森會，是一個封閉的天主教教會，由圣勃路诺創立於1084年，兼收男女。該教會是一個群居的隱修會，很少與外界接觸，也不派遣任何傳教士。其名取自沙特勒斯山脉，圣勃路诺在這裡創建了第一所加爾都西會隱修院。在宗教改革時一度遭禁，加上後來的法國大革命等動蕩，其人數大幅下降。

## 外部連結
- 官方網站（页面存档备份，存于）